# Залізний пісок

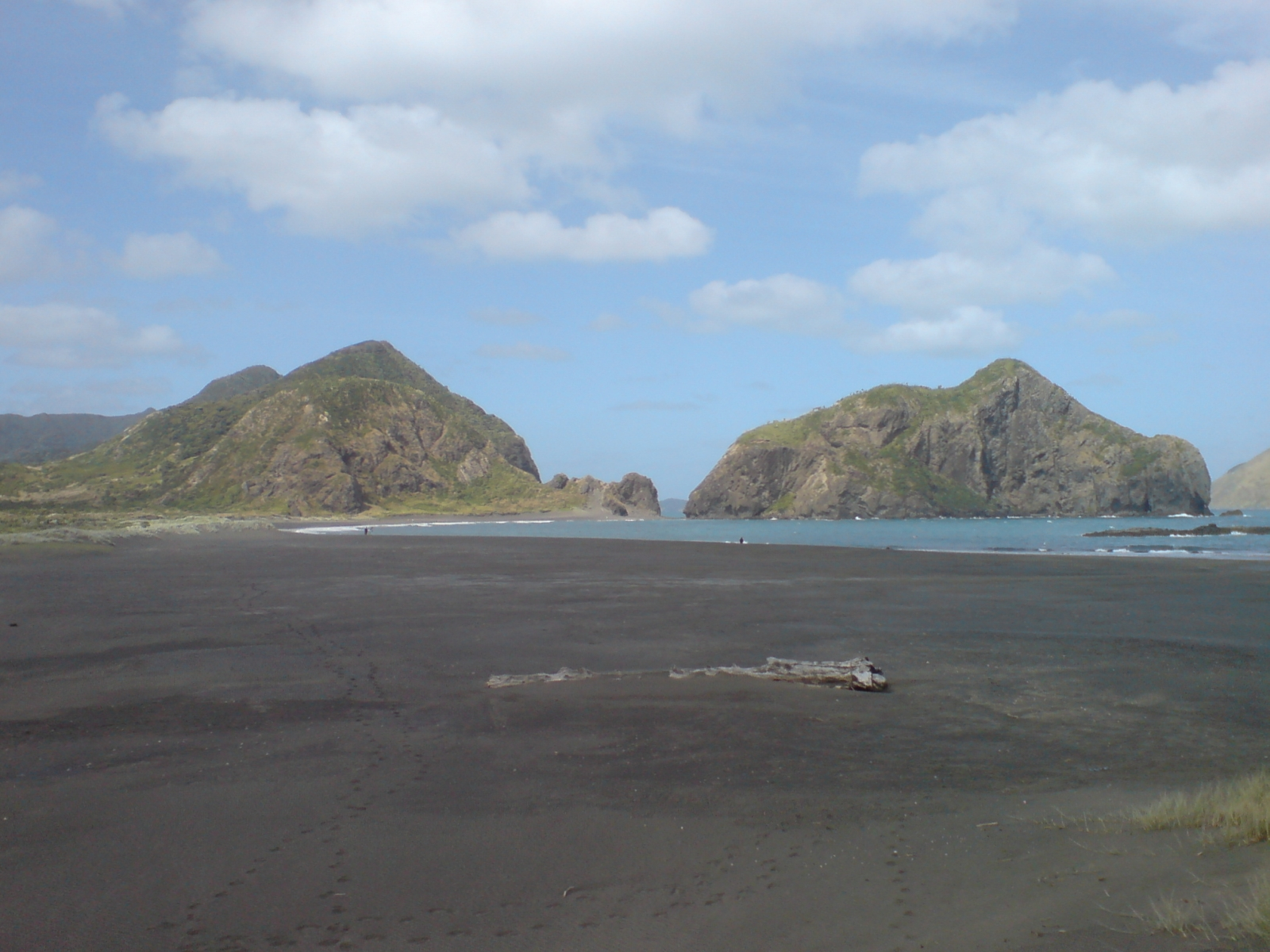
Береговий залізний пісок (Нова Зеландія, пляж Ватіпу)

Залі́зний пісо́́к (англ. iron sand), також залізистий пісок, магнітний пісок (англ. magnetic sand), магнетитовий розсип — пісок із високим вмістом заліза. Різновид чорного рудного піску, чорного або сіруватого кольору. Зазвичай містить магнетит, а також незначну кількість титану, марганцю, кальцію. 
Легко нагрівається на сонці й самозаймається. Поширений на берегах водойм — озер, річок, морів тощо. Використовувався для видобутку заліза у примітивній металургії китайців, японців та сусідніх народів. Його також називають — піщаним залізом.